# Islas Ocean Reef
Ocean Reef Islands es el nombre que recibe un proyecto en construcción de dos islas artificiales en la bahía de Panamá. Se ubican específicamente cerca del sector de tierras ganadas al mar de Punta Pacífica, en la Ciudad de Panamá.

## Historia
El proyecto data de 1997 pero no se inició sino hasta su aprobación en el año 2010 el presidente panameño Ricardo Martinelli participó en el acto formal de inicio de las obras que se realizó en octubre de ese mismo año. La primera parte del proyecto fue inaugurada en 2020 con la presencia del entonces vicepresidente de Panamá José Gabriel Carrizo.

## Geografía
Consiste de dos islas denominadas Isla I (con 10,32 hectáreas) e Isla II (con 8,75 hectáreas). Ambas islas contendrán un proyecto de residencias de lujo, parques recreativos, áreas verdes y una marina. El acceso de estas islas es privado.
Ambas islas estarán conectadas con la ciudad a través de un puente de 160 m de largo.